# Mainilský incident

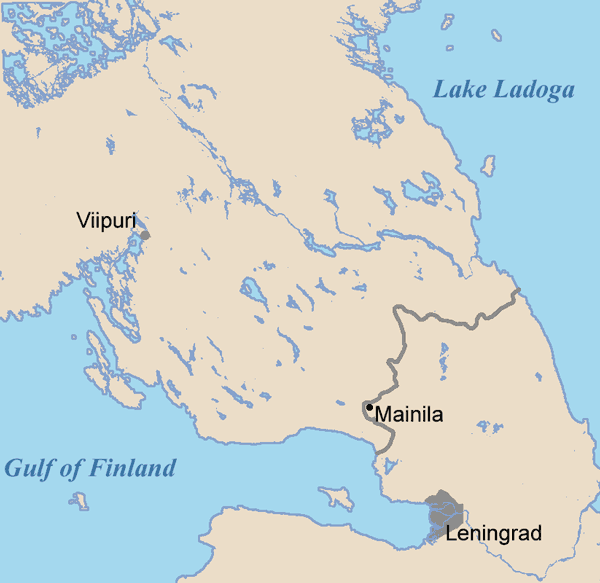
Mainila, ležící na Karelské šíji, na mapě ukazující meziválečnou hranici mezi Finskem a SSSR

Mainilský incident z 26. listopadu 1939 byl operací Rudé armády provedenou pod falešnou vlajkou, během níž sovětské dělostřelectvo fingovaně napadlo sovětskou příhraniční vesnici Mainila. Incident se stal záminkou k sovětskému útoku na Finsko.

## Průběh
Rudá armáda předstírala ostřelování své pohraniční vesnice Mainila a tvrdila, že za útokem stojí Finsko. Údajně bylo vypáleno 7 výstřelů, přičemž byli zabiti 4 vojáci a 9 dalších zraněno. Této propagandy využil Sovětský svaz k útoku na Finsko, čímž o čtyři dny později začala zimní válka.
Z osobních zápisků stranického činitele Andreje Ždanova vyplývá, že celý incident byl vykonstruován Sovětským svazem, aby mohlo být Finsko označeno za agresora a Rudá armáda mohla zahájit „protiofenzívu“. Finská strana odpovědnost za útok odmítla a obvinila SSSR z provokace. Hlášení finské 4. strážní pohraniční roty, která hlídala místní úsek hranice, hovoří o tom, že k výbuchům několika granátů u vesnice Mainila skutečně došlo, ovšem finští vojáci je považovali za součást cvičení vojáků Rudé armády. Z deníků nejbližších finských dělostřeleckých baterií vyplývá, že Mainila byla mimo jejich dostřel. Byly totiž od hranice staženy, aby Finové předešli právě takovýmto incidentům. Sovětská propaganda ale nepřestávala šířit zprávy o smyšlených útocích finské armády. Sověti během následujících dnů vypověděli smlouvu o neútočení, stáhli z Finska své diplomaty a 30. listopadu zahájili ofenzívu po celé délce hranic. 
Nedlouho po odtajnění vojenské dokumentace (denních hlášení) se potvrdilo, že k žádným ztrátám v době incidentu nedošlo, čímž se definitivně prokázalo, že útok byl fingován.